# Porquera
Porquera (Porqueira oficialmente y en gallego) es un municipio español perteneciente a la provincia de Orense, en la comunidad autónoma de Galicia. Pertenece a la  omarca de La Limia

## Demografía
Porquera cuenta con una población de 832 habitantes (INE 2024).
| Gráfica de evolución demográfica de Porqueira entre 1842 y 2021 |
| |
| Población de derecho según los censos de población del INE Población de hecho según los censos de población del INEEn estos censos se denominaba Porquera: 1842, 1857, 1860, 1877, 1887, 1897, 1900, 1910, 1920, 1930, 1940, 1950, 1960, 1970 y 1981 |

| Evolución de la población de Porquera - desde 1900 hasta 2022 -                                                                      |       |       |       |       |         |         |         |         |          |          |          |          |
| 1900 | 1930  | 1950  | 1981  | 2004  | 2007    | 2010    | 2011    | 2012    | 2013     | 2020     | 2021     | 2022     |
| 3.058 | 2.899 | 3.104 | 1.952 | 1.130 | {{{6}}} | {{{7}}} | {{{8}}} | {{{9}}} | {{{10}}} | {{{11}}} | {{{12}}} | {{{13}}} |
| Fuentes: INE e IGE (Los criterios de registro censal variaron entre 1900 y 2011, y los datos del INE y del IGE pueden no coincidir.) |       |       |       |       |         |         |         |         |          |          |          |          |

### Organización territorial
El municipio está formado por treinta entidades de población distribuidas en seis parroquias:
- Abelendo[9] (San Lorenzo)[8][11]
- Paradela de Abeleda (San Juan)[8][12]
- Porquera (San Martín)[9][2]
- Sabucedo (San Salvador)
- Santa María de Porquera[9][2]
- Sobreganade (San Mamed)[8][13]